# 周鵬 (成化湖廣進士)
周鵬（1449年—？年），字萬里，湖廣永州府道州永明縣人，軍籍，明朝政治人物。進士出身。

## 生平
早年出身國子生，成化十年（1474年）甲午科湖廣鄉試第四十□名。成化十四年（1478年）戊戌科會試第二百二十名，殿試登進士第二甲第三十八名。授刑部主事，谳狱多所平反。歷官廣東潮州府知府，筑三利溪堤，溉民田数千顷。弘治九年（1496年）四月升雲南右參政。

## 家族
曾祖父周從仁。祖父周召賢。父亲周寬。母唐氏。慈侍下。娶歐陽氏。